# Sédeilhac
Sédeilhac ist eine französische Gemeinde mit 65 Einwohnern (Stand 1. Januar 2022) im Département Haute-Garonne in der Region Okzitanien (zuvor Midi-Pyrénées). Die Einwohner werden als Sédeilhacais bezeichnet.

## Geographie
Umgeben wird Sédeilhac von den vier Nachbargemeinden:
|                     | Saint-Plancard                              |        |
| Villeneuve-Lécussan | Kompassrose, die auf Nachbargemeinden zeigt | Loudet |
|                     | Franquevielle                               |        |

## Bevölkerungsentwicklung
| Jahr                      | 1962 | 1968 | 1975 | 1982 | 1990 | 1999 | 2004 | 2014 | 2016 | 2019 |
| ------------------------- | ---- | ---- | ---- | ---- | ---- | ---- | ---- | ---- | ---- | ---- |
| Einwohner                 | 126  | 113  | 97   | 76   | 76   | 69   | 67   | 60   | 61   | 62   |
| Quelle: Cassini und INSEE |      |      |      |      |      |      |      |      |      |      |

## Sehenswürdigkeiten
- Kirche St-Michel, erbaut im 14. Jahrhundert